# Praia da Armação da Piedade
Praia da Armação da Piedade é uma praia do litoral do município de Governador Celso Ramos, no estado de Santa Catarina.
É uma pequena praia que foi escolhida para a construção de uma armação baleeira em 1743, e que foi concluída três anos mais tarde, sendo utilizada para a extração de óleo de baleia até o declínio da atividade, por volta de 1850. A capela e as ruínas da armação baleeira são as atrações do lugar.
Atualmente é frequentada por banhistas.